# Султанов, Эльман Байрамович
Эльман Байрамович Султанов (азерб. Elman Sultanov; 6 мая 1974) — азербайджанский футболист, защитник, тренер. Выступал за сборную Азербайджана.

## Биография
Начал взрослую карьеру в первом сезоне независимого чемпионата Азербайджана в клубе «Азери» (Баку). Летом 1992 года перешёл в клуб второй лиги Украины «Таврия» (Херсон) и сыграл два матча в августе, но после этого вернулся в Азербайджан.
Летом 1993 года снова приехал на Украину и поначалу выступал за клуб первой лиги «Ворскла» (Полтава). В начале 1994 года перешёл в «Торпедо» (Запорожье), игравшее в высшей лиге. Первый матч за команду сыграл 6 марта 1994 года против луганской «Зари», заменив на 88-й минуте Андрея Марченко. Всего за полсезона сыграл 8 матчей в высшей лиге Украины, также принял участие в проигранном матче 1/4 финала Кубка страны. В августе-сентябре 1994 года снова играл во второй лиге за херсонский клуб, носивший теперь название «Водник», затем вернулся на родину.
В середине и второй половине 1990-х годов играл в чемпионате Азербайджана за бакинские клубы «Нефтчи», «Хазри Бузовна», ОИК, «АНС Пивани», но нигде не оставался надолго. О выступлениях в отдельные сезоны в этот период сведений нет[уточнить].
В 2000 году перешёл в израильский клуб «Хапоэль Цафририм» (Холон), с которым по итогам сезона 2000/01 вылетел из высшего дивизиона (сыграл 4 матча и забил 2 гола), затем продолжал выступления в низших лигах. В 2003 году перебрался в вильнюсский «Жальгирис» и провёл 6 матчей в чемпионате Литвы. Обладатель Кубка Литвы 2003 года.
С лета 2003 года до конца карьеры играл на родине за середняков национального чемпионата «Бакылы», «Карабах» (Агдам), «МКТ-Араз» (Имишли), «Симург» (Загатала).
Дебютировал в национальной сборной Азербайджана в первой игре в её истории, 17 сентября 1992 года против Грузии (3:6), заменив на 76-й минуте Вугара Исмаилова. Свой второй и последний матч сыграл 12 лет спустя — 28 мая 2004 года против Узбекистана. В 1994 году также сыграл один матч за молодёжную сборную Украины.
По состоянию на 2009 году был главным тренером клуба «Бакылы». В 2016—2017 годах работал главным тренером бакинского «Сабаила» и вывел команду в высший дивизион со второго места в первой лиге. После выхода клуба в высшую лигу уступил тренерский пост Самиру Алиеву и остался в клубе как тренер молодёжной команды. В 2019 году перешёл в «Нефтчи», где возглавил команду 17-летних.